# Barrage Temascal
Le barrage Temascal, officiellement dénommé barrage Miguel Alemán, se trouve sur la rivière Tonto, dans la région de Papaloapan, dans l'État d'Oaxaca, dans le sud du Mexique, juste en amont de la ville de Temascal (en), formant le lac Miguel Alemán (en), d'une superficie de 47 800 ha. Le barrage fonctionne en coordination avec le barrage Cerro de Oro (en), situé sur le fleuve Saint-Domingue (en), afin de contrôler les inondations du bassin du Papaloapan, dans l'État de Veracruz. Avec le réservoir de 22 000 ha du Cerro de Oro, relié par un canal au lac Miguel Alemán, la capacité combinée des deux barrages est de 13 380 millions de m3.
Le lac formé par le barrage Temascal  génère également une activité économique liée à la pêche et au tourisme. En particulier, les activités de pêche produisent près de 700 tonnes par an.La côte nord-ouest et les îles font partie du périmètre d'une réserve naturelle. Le barrage abrite la centrale hydroélectrique de Temascal.

## Objectifs
Les rivières Santo Domingo et Tonto se rejoignent au sud de la ville de San Juan Bautista Tuxtepec pour former la rivière Papaloapan, qui s'écoule vers le nord-est, jusqu'au golfe du Mexique. Le bassin de ce fleuve, situé dans la plaine côtière, a vu de fréquentes inondations, aux dégâts parfois aggravés par les cyclones. Une inondation particulièrement grave en septembre 1944 a submergé 470 000 ha, causant de nombreuses pertes humaines et matérielles. Le barrage Miguel Aleman a réduit le problème, même si les inondations se sont poursuivies et que le barrage Cerro de Oro a été nécessaire pour contrôler pleinement les inondations.

## Construction et capacité
Le barrage a été décidé par le gouvernement du président Miguel Alemán Valdés en 1947, et la construction a commencé en 1949. Le barrage, mis en service le 18 juin 1959, porte le nom du père du président de l'époque, Miguel Alemán González. Le barrage a créé un réservoir de 9 300 km2, qui a permis de répondre à une part significative de la demande croissante d'électricité de la région, et a assuré un approvisionnement en irrigation pour des milliers de nouvelles fermes fruitières, laitières et maraîchères. Cependant, le projet a nécessité la relocalisation de milliers de familles pauvres Mazatèques, Chinantèques et Mixes (en). L'impact du projet sur l'environnement a été réévalué.

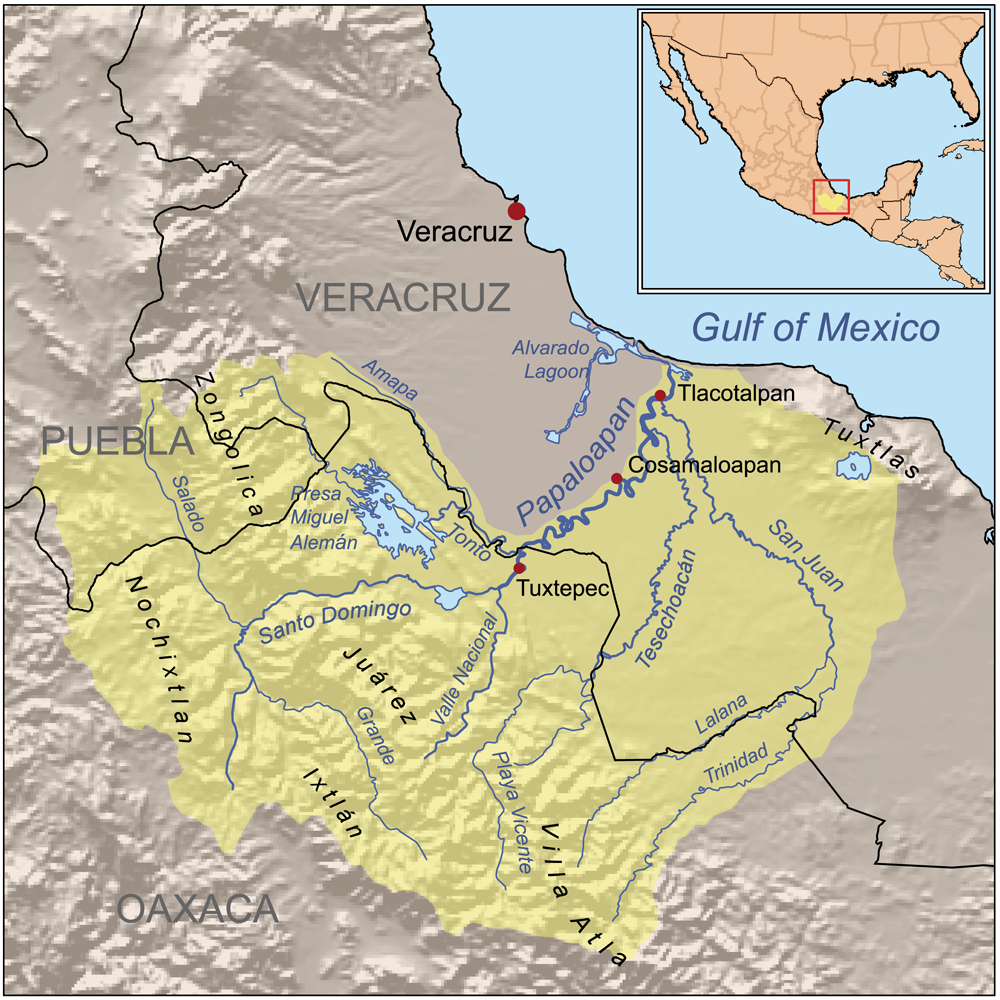
Carte du bassin versant de la rivière Papaloapan avant la construction du barrage de Cerro de Oro, montrant le lac Miguel Alemán (au centre)

Le barrage a une capacité de 8 millions de m3, dont 6,77 millions de m3 sont disponibles pour la production d'électricité. Le barrage a une longueur de 830 m. La centrale hydroélectrique de Temascal située à l'est du barrage génère environ 725 millions de kilowatts par an.